# Reposició de líquids
El reposició de líquids o rehidratació és la pràctica mèdica de reposar el líquid corporal perdut per sudoració, sagnat, diarrea o vòmits importants o altres processos patològics. Els líquids es poden administrar per rehidratació oral (bevent), per via intravenosa, per rectal o per hipodermòclisi (la injecció directa del líquid al teixit subcutani). Els líquids administrats per via oral i per hipodermòclisi s'absorbeixen més lentament que els administrats per via intravenosa.